# 斯科蓋爾島
斯科蓋爾島是挪威的島嶼，位於該國北部希爾克內斯以南，由芬馬克郡負責管轄，面積129平方公里，最高點海拔高度445米，島上無人居住。
69°51′N 29°52′E / 69.850°N 29.867°E